# Tsovasar
Tsovasar là một đô thị thuộc tỉnh Gegharkunik, Armenia. Dân số ước tính năm 2011 là 2956 người.